# Gabriel Álvarez de Toledo
Gabriel Álvarez de Toledo (Siviglia, 15 marzo 1662 – Madrid, 17 gennaio 1714) è stato uno scrittore spagnolo.
Fu bibliotecario del re Filippo V di Spagna e autore di un celebre poemetto scherzoso e satirico, la Burromaquia. Altri volumi storici o puramente retorici e poetici furono pubblicati postumi nel 1744.
Predecessore nella sua stessa "corrente" dei novatores fu, fra gli altri, Juan Bautista Juanini.